# ОШ „Веселин Маслеша” Фоча
ОШ „Веселин Маслеша” је једна од основних школа на подручју општине Фоча. Налази се у Улици Карађорђева 68А у Фочи. Име је добила по Веселину Маслеши књижевнику, новинару, комунистичком револуционру, учеснику Народноослободилачке борбе и народном хероју Југославије.

## Историјат
Основна школа "Веселин Маслеша" у Фочи почела је са радом 1. децембра 1960. године као самостална основна школа. Рад се одвијао у двије смјене, а Школа је имала стручне кадрове за реализацију наставних планова и програма. Од септембра 1994, године у састав Основна школа "Веселин Маслеша" ушле су као подручне школе:
- Челебићи - Ова подручна школа се некада звала ОШ "Бранко Гаговић". Налази се у мјесту Челебићи удаљеном од Фоче око 45 километара. Усљед емиграције становништва, ратних збивања и смањења броја ученика, ова школа је у септембру 1994. године ушла у састав ОШ "Веселин Маслеша". Иначе, ова школа је прије рата бројала и до 700 ученика. Одлуком Министарства просвјете и културе од септембра 2015. године школа је престала са радом.
- Брод на Дрини - Ова подручна школа се некада звала ОШ "Фочанска омладинска чета". Удаљена је од Централне школе око 5 километара и налази се на раскршћу путева за (Сарајево, Требиње, Никшић/Подгорица). И ова школа је због смањења броја ученика ушла у састав ОШ "Веселин Маслеша", септембра 1994. године. Некада је бројала и до 900 ученика. Данас, школа броји око 120 ученика.
- Попов Мост - Ова подручна школа се некада звала ОШ "Сава Ковачевић". Налази се на магистралном путу Фоча - Требиње. Удаљена је од Фоче 23 километра и налази се на Тјентишту, локалитету Националног парка "Сутјеска". Септембра 1994. године ушла је у састав ОШ "Веселин Маслеша". Прије ратних дешавања, школа је бројала преко 800 ученика. Данас, школу похађа 15 ученика сврстаних у четири комбинована одјељења. Иначе, ова школа је мултиетничка, гдје ученици Срби и Бошњаци заједно прате наставу.
- Мјешаја - Подручна школа у Мјешајима је четвороразредна школа. Удаљена је од Централне школе око 8 километара и налази се на магистралном путу Фоча - Требиње. Школа, данас, броји десетак ученика сврстаних у два комбинована одјељења.[2] Због миграције становништва, коју је проузроковао рат, привремено су затворене подручне школе Закмур, Пријеђел и Заваит.[3]